# محمدمهدی زاهدی
محمدمهدی زاهدی (زاده ۲۶ مهر ۱۳۳۳ - کرمان) سیاستمدار اصولگرا اهل کرمان ایران است.
وی طرفدار سانسور اینترنت در ایران است و اعتقاد دارد که برای کنترل و مدیریت فضای مجازی باید قانون تصویب شود.
سابقه وزارت علوم، تحقیقات وفناوری در دولت نخست محمود احمدی‌نژاد و پس از آن سفارت جمهوری اسلامی ایران در سال ۱۳۸۸ در کشور مالزی از جمله سوابق مدیریتی وی به‌شمار می‌آید. او نماینده دوره‌های نهم، دهم و یازدهم مجلس شورای اسلامی از حوزه انتخابیه کرمان و راور بوده و ریاست کمیسیون آموزش و تحقیقات مجلس شورای اسلامی را به عهده داشته و رئیس اتحادیه‌ای اندیشمندان تقریب مذاهب جهان اسلام می‌باشد. زاهدی رئیس انجمن علمی سیستم‌های فازی ایران نیز می‌باشد و سابقه استادی در دانشگاه شهید باهنر کرمان، دانشگاه تربیت مدرس و دانشگاه تحصیلات تکمیلی صنعتی و فناوری پیشرفته کرمان را دارد. او هم اکنون عضو پیوسته فرهنگستان علوم می‌باشد.

## پیشینه
محمد مهدی زاهدی در سال ۱۳۳۳ در شهر کرمان متولد شد. محمد مهدی زاهدی در کابینه اول محمود احمدی‌نژاد وزیر علوم، تحقیقات و فناوری بوده‌اند و در سال ۱۳۸۸ به عنوان سفیر جمهوری اسلامی ایران در مالزی منصوب شد. او در حال حاضر رئیس اتحادیه اندیشمندان تقریب نهاد جهان اسلام و رئیس فراکسیون مهدویت و تمدن سازی اسلامی مجلس شورای اسلامی بوده است.